# Климов, Борис Константинович
Бори́с Константи́нович Кли́мов (1889—1953) — русский и советский химик-технолог, профессор, доктор химических наук, член-корреспондент АН БССР (1936), председатель Президиума Сахалинского филиала Академии наук СССР (1951—1953).

## Биография
Родился в Казани в семье военнослужащего. В 1913 году по окончании Петербургский технологический институт включился в работу по налаживанию различных химических производств. В 1916 году назначен директором опытного завода Военно-химического комитета Русского физико-химического общества, а после организации в 1919 году на его базе Государственного института прикладной химии (ГИПХ) – заместителем директора этого учреждения. С 1926 года начал педагогическую деятельность.
- 1930 год — перешёл в Ленинградское отделение Институт торфа в качестве заместителя директора по научной части и утверждён профессором кафедры химической переработки твёрдых топлив
- 1935—1945 гг. — заведующий лабораторией Института горючих ископаемых АН СССР, созданного в 1934 году
- 1945—1951 гг. – профессор Московского института химического машиностроения[2]
- в 1949 году вступил в ряды ВКП(б)[1]
- с 1951 — председатель Президиума Сахалинского филиала Академии наук СССР, одновременно в качестве общественной работы возглавлял Областной комитет защиты мира[1].

Умер 13 января 1953 года. Похоронен на 1-м участке Введенского кладбища в Москве.

## Семья
- Жена — Анна Владимировна, урождённая Блюмина
- Дочь Милена, в замужестве Шаркова
  - Внук Никита Шарков-Соллертинский (1948—2007), художник
  - Внук Борис Шарков

## Научная деятельность
В годы Первой мировой войны и позднее при его участии были налажены производства ряда реактивов, которые ранее на территории России не производились: жёлтый фосфор, фосфорный ангидрид, сернистое железо и других. Работая в ГИПХе, заинтересовался вопросами химии и технологии низкокалорийных топлив и начал вести педагогическую работу в этой области.
С начале 1930-х годов посвятил свою деятельность разработке вопросов химии и технологии искусственного жидкого топлива, особенно вопросам широкого использования местных топлив. Для полукоксования торфа им был разработан новый тип шахтной трёхзонной печи с внутренним обогревом, значительно превосходящей старые печи немецкой системы. Им был разработан метод коксования торфа в камерных печах с целью получения металлургического кокса. Для облагораживания местных топлив им разработан первый тип советского газогенератора для получения высококалорийного газа из торфа. Заведуя лабораторией в Институте горючих ископаемых, проводил большую исследовательскую работу по получению искусственного жидкого топлива и ценных химических продуктов из твердого топлива.
В 1942 году совместно с профессором В. А. Ланиным разработал промышленный способ обессеривания ишимбаевского бензина путем каталитической парофазной очистки.

## Труды
- Климов Б.К. Сырейно-красильная промышленность России. — Петербург: Науч. хим.-техн. изд-во, 1921. — 32 с.
- Климов Б.К. Опытный завод Российского института прикладной химии и его производства. — Петроград: 1-я Гос. типография, 1922. — 23 с.
- Климов Б.К. Новые методы термической обработки торфа. — М.: ГОНТИ, 1939. — 338 с.

## Награды
- Орден «Знак Почёта» (1945)
- Медаль «За доблестный труд в Великой Отечественной войне 1941-1945 гг.»
- Медаль «В память 800-летия Москвы» (1947)